# Evropski center za kibernetsko kriminaliteto
Evropski center za kibernetsko kriminaliteto (EC3), imenovan tudi Evropski center za boj proti kibernetski kriminaliteti, je oddelek Evropskega policijskega urada Europol, ki se nahaja v Haagu na Nizozemskem. Center je bil ustanovljen leta 2013, njegov namen pa je varovanje evropskih prebivalcev, podjetji in držav članic EU pred nevarnostmi na spletu, ter boj proti kibernetski kriminaliteti v Evropi. EC3 državam članicam EU nudi podporo pri izvajanju operacij in preiskav na področju kibernetske kriminalitete. Podporo omogoča v obliki izdelave operativnih analiz, pomoči pri načrtovanju in preiskavah z lastnimi strokovnjaki.

## Ustanovitev
Evropska komisija je 28. marca 2012 predlagala ustanovitev Evropskega centra za kibernetsko kriminaliteto, ki bi pomagal ščititi evropske državljane in podjetja pred vedno večjimi kibernetskimi grožnjami.  Predlog za ustanovitev novega centra je Komisija podprla z več razlogi. Med najpomembnejše razloge je Komisija uvrstila potrebo po prenovitvi pravnega okvirja pri soočanju s kibernetsko kriminaliteto, ter potrebo po ustanovitvi učinkovitega urada za odvzem premoženjskih koristi, pridobljenih s kaznivimi dejanji, ki sodijo v področje kibernetske kriminalitete. Kibernetski kriminal je namreč v porastu - po nekaterih ocenah naj bi vsak dan žrtev kibernetskega kriminala postalo vsaj milijon ljudi. Ideja Evropske komisije je bila tudi, da bi center pričel z delovanjem januarja 2013, po vložitvi predloga o ustanovitvi.
Svet Evropske unije je na zasedanju 7. in 8. junija 2012 v Luxembourgu sprejel sklep o ustanovitvi Evropskega centra za boj proti kibernetski kriminaliteti (3172. zasedanje Sveta za pravosodje in notranje zadeve). V sklepu so Evropsko komisijo pozvali, naj se skupaj z Europolom posvetuje in podrobneje opredeli obseg nalog, ki so potrebne, da bo lahko EC3 začel delovati do začetka leta 2013.
Center je bil dokončno ustanovljen in pričel z delovanjem 11. januarja 2013.

## Namen in naloge
Namen EC3, kot ga definira Europol je krepitev odzivanja organov kazenskega pregona na kibernetsko kriminaliteto v Evropski uniji ter zaščita evropskih državljanov, podjetji in vlad pred spletno kriminaliteto.
Evropska komisija je namen centra v svojem predlogu razdelala bolj podrobno, je pa opis skladen z opredelitvijo Europola. Namen Evropskega centra za kibernetsko kriminaliteto je po navedbah Evropske komisije ščititi podjetja in evropske državljane pred vedno večjimi kibernetskimi grožnjami. Center predstavlja osrednjo točko za boj proti kibernetski kriminaliteti v Evropi, prioritetno pa se osredotoča na nezakonite dejavnosti organiziranih kriminalnih združb na spletu. Še posebej naj bi pozornost posvečali aktivnostim kriminalnim združbam, ki na račun kibernetske kriminalitete ustvarjajo velike dobičke, kot so na primer spletne prevare s kreditnimi karticami in podatki o bančnih računih.
Namen EC3 je tudi opozarjati države članice EU na pomanjkljivosti njihove zaščite na spletu in na hujše kibernetske grožnje. Odkriva organizirane kriminalne mreže na področju kibernetskega kriminala ter najbolj nevarne storilce kaznivih dejanj v kibernetskem prostoru. Center EC3 zagotavlja operativno podporo v preiskavah, in sicer s tem, da zagotovi pomoč forenzičnih strokovnjakov, ko določena vrsta kibernetske kriminalitete preseže nacionalne meje. Operativno podporo zagotovi tudi s pomočjo pri vzpostavljanju skupnih preiskovalnih ekip, ki vključujejo pripadnike EC3 in pripadnike nacionalnih varnostnih sil držav članic EU s področja kibernetske kriminalitete.
Evropski center za boj proti kibernetski kriminaliteti podpira in usklajuje dejavnosti in preiskave, ki jih na več področjih (visokotehnološka kriminaliteta, spolno izkoriščanje otrok na spletu in goljufije v zvezi s plačili) opravljajo organi držav članic.
Glavni cilj Evropskega centra za boj proti kibernetski kriminaliteti je izkoreniniti dejavnosti mrež organiziranega kriminala, ki so odgovorne za hujša kazniva dejanja na področju kibernetske kriminalitete.    

## Področja delovanja
Področja delovanja Evropskega centra za boj proti kibernetski kriminaliteti se delijo na:
-Visokotehnološka kriminaliteta (kibernetski napad, zlonamerna programska oprema)
Že v svojem prvem letu delovanja je Evropski center za boj proti kibernetski kriminaliteti pomagal pri usklajevanju 19 večjih mednarodnih preiskav kibernetske kriminalitete.
Evropski center za boj proti kibernetski kriminaliteti je podprl tudi več mednarodnih pobud na področjih razbitja omrežja robotskih računalnikov, imenovanih tudi botneti, prekinitve in preiskave forumov z vsebinami o kaznivih dejanjih ter preiskave napadov zlonamerne programske opreme.
-Spolno izkoriščanje otrok na spletu
V prvem letu delovanja Evropskega centra za boj proti kibernetski kriminaliteti je ta skupaj z državami članicami in sodelujočimi partnerji izven EU veliko pozornosti usmeril v boj proti mrežam pedofilov, ki sodelujejo pri spletnem spolnem izkoriščanju otrok in za to uporabljajo skrite storitve na temnem spletu, imenovanem tudi darknet.
Evropski center za boj proti kibernetski kriminaliteti je vključen v operacije in preiskave, povezane z izdelavo in prodajo gradiv o zlorabi otrok na različnih internetnih platformah. Zagotavlja operativno in analitično podporo pri preiskavah temnega spleta (darknet), kjer pedofili trgujejo z nezakonitimi gradivi o zlorabi otrok na skritih portalih. Operativno in analitično podporo pri preiskavah prav tako zagotavlja na področju spolnega izsiljevanja.
 -Goljufija v zvezi s plačili
Leta 2013 je EC3 podprl preiskave, na podlagi katerih so prekinili tri različne mednarodne mreže goljufov s kreditnimi karticami. Leta 2014 pa je EC3 zagotovil operativno in analitično podporo 16 preiskavam o goljufijah v zvezi s plačili.  

## Struktura organizacije
EC3 uporablja trikotni pristop k boju proti kibernetski kriminaliteti. To pomeni, da se njegova struktura deli na tri oddelke:  
-Strateški oddelek, ki se deli na dve ekipi:
1.      Ozaveščanje in podpora. Oddelek je odgovoren za vzpostavljanje partnerstev ter usklajevanje ukrepov za onemogočanje kibernetskih groženj in ozaveščanje vlad držav članic EU o pomanjkljivostih njihove spletne zaščite.
2.     Strategija in razvoj, ki je odgovorna za strateške analize, oblikovanje političnih in zakonodajnih okvirov ter razvoj standardiziranega usposabljanja.
-Forenzični oddelek, ki se prav tako deli na dve ekipi:
1.     Digitalna forenzika
2.     Forenzika dokumentov
-Oddelek za operacije, ki se deli na ekipe, ki preiskujejo:
1.     Goljufije v zvezi s plačili
2.     Spolno izkoriščanje otrok na spletu
3.     Visokotehnološko kriminaliteto
Pod oddelek za operacije spada tudi posebna delovna skupina imenovana Joint Cybercrime Action Taskforce.
Vse tri oddelke pa vodi in koordinira vodstvo EC3. Trenutni vodja Evropskega centra za kibernetsko kriminaliteto je Steven Wilson, ki je vodenje centra prevzel 18. januarja 2016.

## Joint Cybercrime Action Taskforce (J-CAT)
Joint Cybercrime Action Taskforce (J-CAT) je skupna delovna skupina za ukrepanje v zvezi s kibernetsko kriminaliteto, ki je bila ustanovljena septembra 2014 znotraj oddelka za operacije. Policijske sile po vsem svetu se soočajo s podobnimi oblikami kibernetske kriminalitete, kar zahteva usklajen mednarodni pristop, zato pri tem pomaga Joint Cybercrime Action Taskforce.
Naloga Joint Cybercrime Action Taskforce je vodenje obveščevalne in usklajevalne funkcije proti ključnim kibernetskim grožnjam, in sicer tako, da identificira in določi prednostne naloge ter pripravi in spodbudi začetek čezmejnih preiskav in operacij.
Oddelek je zadolžen za:
- Preiskovanje visokotehnološke kriminalitete, kamor sodijo zlonamerna programska oprema, botneti in vdori v spletne strani.
- Preiskovanje spletnih goljufij.
- Preiskovanje spolnega izkoriščanja otrok na spletu.
- Onemogočanje kaznivih dejanj na spletu, kot so pranje denarja.